# Atlantikfestung
Die Atlantikfestungen waren wichtige Küstenstädte am Atlantik in den im Zweiten Weltkrieg von Deutschland besetzten Ländern Frankreich und  Niederlande. Als Teile des Atlantikwalles wurden sie von der Wehrmacht besonders stark befestigt und sollten im Falle einer Invasion der Westalliierten auf dem europäischen Festland so lange wie möglich verteidigt werden. Am 19. Januar 1944 wurden auf Anordnung Adolf Hitlers die Häfen IJmuiden, Hoek van Holland, Dünkirchen, Boulogne, Le Havre, Cherbourg, Saint-Malo, Brest, Lorient, Saint-Nazaire sowie „Gironde Nord“ (Royan) und „Gironde Süd“ (Le Verdon) zu Festungen erklärt. Dieser Liste wurden später noch die Halbinsel Walcheren, Calais, La Rochelle und die ebenfalls deutsch besetzten britischen Kanalinseln hinzugefügt. Auch die am Mittelmeer gelegenen Hafenstädte Toulon und Marseille erhielten den Festungsstatus. Im engeren Sinne versteht man unter den Atlantikfestungen nur die französischen Atlantikhäfen von der Bretagne bis zur Girondemündung.
Hitler hatte die „fixe Idee“, man könne den Vormarsch eines Gegners stoppen oder verlangsamen, indem man einen Verkehrsknotenpunkt zur „Festung“ oder zum „Festen Platz“ erklärte. Die Atlantikfestungen sollten zum einen den im Atlantik eingesetzten U-Booten so lange wie möglich Operationsfreiheit gewährleisten und zum anderen die Alliierten daran hindern, die häufig gut ausgebauten Häfen für ihre Nachschublieferungen zu nutzen. Daneben erhoffte man sich propagandistische Vorteile und eine Stärkung der  Kampfmoral. In Befehlen des Oberkommandos der Wehrmacht (OKW) vom Februar 1944 zur Verteidigung der Festungen wurde befohlen, „bis zum letzten Mann“ oder „bis zur letzten Patrone“ zu kämpfen und keinesfalls zu kapitulieren.
Einige Atlantikfestungen wurden nach der Landung in der Normandie im Sommer 1944 von alliierten Truppen erobert; andere kapitulierten erst mit der bedingungslosen Kapitulation der Wehrmacht im Mai 1945.

## Belgien und Niederlande

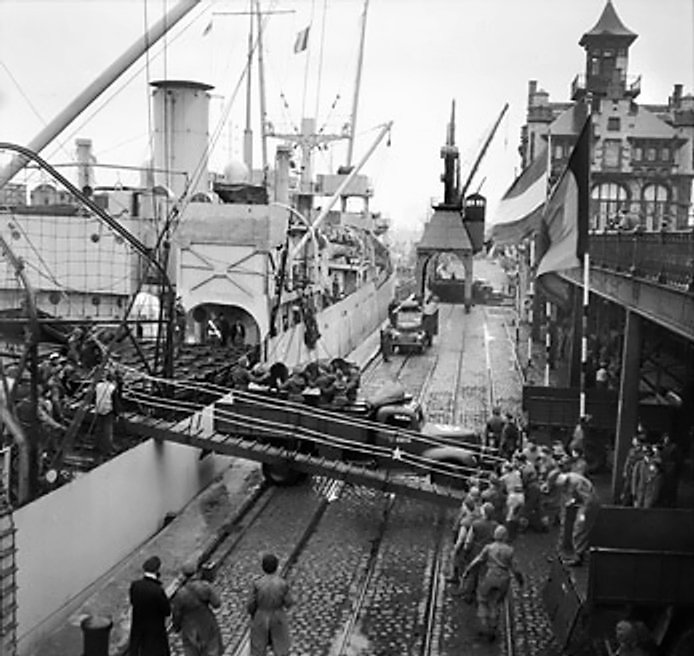
SS Fort Cataraqui

Nach dem alliierten Ausbruch aus der Normandie Ende Juli 1944 rückten britische Truppen in raschem Vormarsch Richtung Belgien vor und besetzten Antwerpen Anfang September nahezu kampflos. Nach der Schlacht an der Scheldemündung wurde die Scheldemündung von zahlreichen Seeminen gesäubert; am 28. November legte das erste Schiff (ein kanadischer Frachter namens Fort Cataraqui) im Hafen von Antwerpen an; dieser wurde zur alliierten Hauptnachschubbasis für die Westfront ausgebaut.
Da die niederländische Nordseeküste nördlich des Rhein-Maas-Deltas von den Alliierten nicht direkt angegriffen wurde (Näheres hier), blieben die Festungen Hoek van Holland und IJmuiden bis zum Kriegsende von Wehrmacht-Truppen besetzt.

## Französische Atlantikhäfen
| Name                    | Fläche    | Garnison    | Festungskommandant | Kapitulation       |
| ----------------------- | --------- | ----------- | --- | ------------------ |
| Dünkirchen              |           | 10.000 Mann | Vizeadmiral Friedrich Frisius | 9. Mai 1945        |
| Calais                  |           | 7.500 Mann  | Oberstleutnant Ludwig Schroeder | 30. September 1944 |
| Boulogne                |           | 10.000 Mann | Generalleutnant Ferdinand Heim | 23. September 1944 |
| Le Havre                |           | 14.000 Mann | Oberst Eberhard Wildermuth | 12. September 1944 |
| Cherbourg               |           | 15.000 Mann | Generalleutnant Karl-Wilhelm von Schlieben | 27. Juni 1944      |
| Kanalinseln             | 198 km²   | 28.500 Mann | Generalleutnant Rudolf Graf von Schmettow, später Vizeadmiral Friedrich Hüffmeier | 9. Mai 1945        |
| Saint-Malo              |           | 12.000 Mann | Oberst Andreas von Aulock | 17. August 1944    |
| Brest                   |           | 37.000 Mann | General der Fallschirmtruppe Hermann-Bernhard Ramcke | 19. September 1944 |
| Lorient                 |           | 24.500 Mann | General der Artillerie Wilhelm Fahrmbacher | 10. Mai 1945       |
| Saint-Nazaire           | 1.500 km² | 30.000 Mann | Generalleutnant Hans Junck | 11. Mai 1945       |
| La Rochelle             | 400 km²   | 11.500 Mann | Vizeadmiral Ernst Schirlitz | 9. Mai 1945        |
| Gironde Nord (Royan)    |           | 5.000 Mann  | Konteradmiral Hans Michahelles | 17. April 1945     |
| Gironde Süd (Le Verdon) | 170 km²   | 3.500 Mann  | Generalmajor der Pioniere Fritz Meyer bis Oktober 1944, Oberst Hartwig Pohlmann, Fregattenkapitän Georg von Berger (i. V.), Oberst Christian Sonntag von November 1944 bis April 1945 (†), Fregattenkapitän Georg von Berger (i. V.), dann bis zur Kapitulation Oberst Otto Prahl | 20. April 1945     |

## Mittelmeer
Die von kampffähigen Truppen weitgehend entblößten Festungen Toulon und Marseille wurden nach der alliierten Landung in Südfrankreich im August 1944 innerhalb weniger Wochen eingenommen.